# Rinus VeeKay

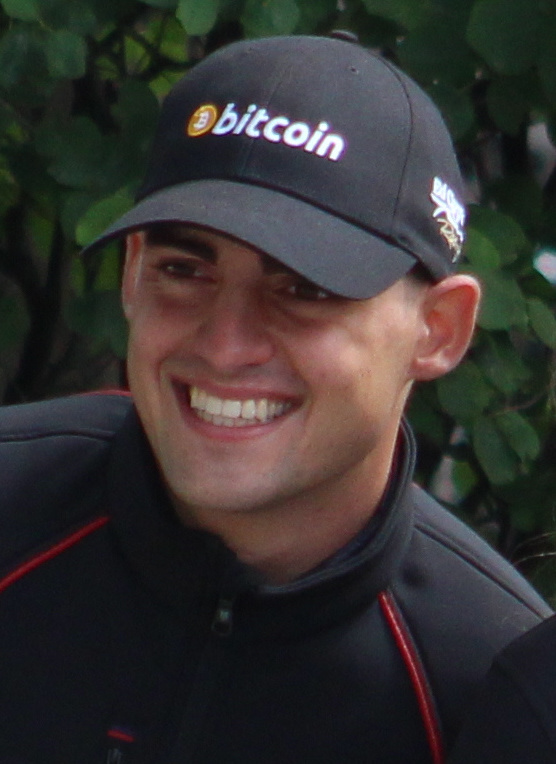
Rinus VeeKay

Rinus van Kalmthout, bekannt als Rinus VeeKay, (* 11. September 2000 in Hoofddorp) ist ein niederländischer Automobilrennfahrer. Seit 2017 startet er hauptsächlich in den Vereinigten Staaten. 2020 wurde er Rookie of the Year in der IndyCar Series.

## Karriere
Van Kalmthout begann seine Motorsportkarriere 2009 im Kartsport. 2017 wechselte er in den Formelsport. Er trat für Pabst Racing in der U.S. F2000 National Championship an. Mit drei Siegen belegte er den zweiten Platz in der Fahrerwertung. 2018 gewann er den Titel in der Pro Mazda Championship. Mit seinem Team Juncos Racing holte er sieben Siege. 2019 trat er in der Indy Lights an. Er gewann sechs Rennen und wurde Zweiter in der Fahrerwertung.
2020 gab er sein Debüt in der IndyCar Series. Für Ed Carpenter Racing bestritt er die komplette Saison. Sein erstes Wochenende verlief denkbar schlecht. Bei der an einem Tag ausgetragenen Veranstaltung auf dem Texas Motor Speedway verpasste er die Qualifikation nach einem Unfall im freien Training. Im Rennen drehte er sich nach 38 Runden in Kurve 2 und stieß mit Alex Palou zusammen, der ebenfalls sein erstes IndyCar-Rennen fuhr. Beide Piloten fielen aus. Das zweite Saisonrennen verlief besser. Auf der Infield-Strecke des Indianapolis Motor Speedway kam er als Fünfter ins Ziel. In der Qualifikation zum Indy 500 schaffte VeeKay es als einziger Chevrolet-Pilot in die Top-9-Qualifikation. Er startete das Rennen vom vierten Platz und kam als 20. ins Ziel. Am zweiten Wochenende auf der Infield-Strecke in Indianapolis holte VeeKay seine erste Pole-Position. Am Start wurde er von Colton Herta überholt. In der zweiten Runde holte er sich die Führung zurück und behielt sie bis zu seinem ersten Stopp nach 17 Runden. Danach fuhren beide Piloten wieder Rad an Rad mit dem besseren Ende für Herta nach einer halben Runde. VeeKay, der zwischenzeitlich ein paar Plätze zurückgefallen war, sicherte sich in der Schlussphase den dritten Platz. Es war seine erste Podestplatzierung. Am Ende der Saison wurde er als bester Neuling ausgezeichnet und belegte den 14. Platz in der Fahrerwertung.
In der Saison 2021 gewann er sein erstes IndyCar-Rennen. Er siegte beim fünften Saisonrennen auf der Infieldstrecke in Indianapolis. Nach acht Rennen lag er mit sechs Zielankünften unter den ersten zehn auf Platz 5 der Fahrerwertung. Vor dem neunten Rennen in Elkhart Lake brach er sich ein Schlüsselbein bei einer Trainingsfahrt auf dem Fahrrad. Er musste operiert werden und ein Rennen ausfallen lassen. In den verbleibenden sieben Rennen gelang ihm als bestes Ergebnis ein 16. Platz. Am Ende belegte er in der Fahrerwertung den zwölften Rang. 

## Statistik

### Karrierestationen
| - 2009–2016: Kartsport - 2017: U.S. F2000 National Championship (Platz 2) - 2017: MRF Challenge Formel 2000 (Platz 3) - 2018: Pro Mazda Championship (Meister) | - 2018: MRF Challenge Formel 2000 (Platz 3) - 2019: Indy Lights (Platz 2) - 2019: Asiatische Formel-3-Winterserie (Meister) - 2020: IndyCar Series (Platz 14) | - 2021: IndyCar Series (Platz 12) - 2022: IndyCar Series (Platz 12) - 2023: IndyCar Series (Platz 14) - 2024: IndyCar Series (Platz 13) |

### Einzelergebnisse in der IndyCar Series
| Jahr | Team                | 1   | 2   | 3   | 4   | 5    | 6    | 7    | 8   | 9   | 10   | 11   | 12   | 13  | 14  | 15   | 16   | 17  | Punkte | Rang |
| ---- | ------------------- | --- | --- | --- | --- | ---- | ---- | ---- | --- | --- | ---- | ---- | ---- | --- | --- | ---- | ---- | --- | ------ | ---- |
| 2020 | Ed Carpenter Racing | TXS | IMS | ROA | ROA | IOW  | IOW  | INDY | STL | STL | MDO  | MDO  | IMS  | IMS | STP |      |      |     | 289    | 14.  |
| 2020 | Ed Carpenter Racing | 22  | 5   | 13  | 14  | 20   | 17   | 204  | 6   | 4   | 8    | 11   | 3°   | 17  | 15  |      |      |     | 289    | 14.  |
| 2021 | Ed Carpenter Racing | ALA | STP | TXS | TXS | IMS  | INDY | DET  | DET | ROA | MDO  | NSH  | IMS  | STL | POR | LAG  | LBH  |     | 308    | 12.  |
| 2021 | Ed Carpenter Racing | 6°  | 9   | 20  | 9°  | 1°   | 83   | 2    | 18  | INJ | 16   | 24   | 24   | 21  | 17  | 18   | 25   |     | 308    | 12.  |
| 2022 | Ed Carpenter Racing | STP | TXS | LBH | ALA | IMS  | INDY | DET  | ROA | MDO | TOR  | IOW1 | IOW2 | IMS | NSH | GAT  | POR  | LAG | 331    | 12.  |
| 2022 | Ed Carpenter Racing | 6°  | 10° | 13  | 3°* | 23   | 333° | 16   | 17  | 4   | 13°  | 4    | 19   | 6   | 12  | 26   | 20   | 14  | 331    | 12.  |
| 2023 | Ed Carpenter Racing | STP | TXS | LBH | ALA | IMS  | INDY | DET  | ROA | MDO | TOR  | IOW1 | IOW2 | NSH | IMS | GAT  | POR  | LAG | 277    | 14.  |
| 2023 | Ed Carpenter Racing | 21  | 11  | 26  | 16  | 13   | 102L | 18   | 12  | 15  | 13   | 17   | 18   | 14  | 11  | 11   | 6    | 18  | 277    | 14.  |
| 2024 | Ed Carpenter Racing | STP | LBH | ALA | IMS | INDY | DET  | ROA  | LAG | MDO | IOW1 | IOW2 | TOR  | GAT | POR | MIL1 | MIL2 | NSH | 300    | 13.  |
| 2024 | Ed Carpenter Racing | 8   | 14  | 17  | 26  | 97L  | 14   | 24   | 26  | 19  | 5    | 9    | 8    | 10  | 11  | 14   | 7    | 12  | 300    | 13.  |
| 2025 | Dale Coyne Racing   | STP | TTC | LBH | ALA | IMS  | INDY | DET  | GAT | ROA | MDO  | IOW1 | IOW2 | TOR | LAG | POR  | MIL1 | NSH | 259    | 11.  |
| 2025 | Dale Coyne Racing   | 9   | 17  | 19  | 4   | 9    | 27   | 27   | 7L  | 10  | 9    | 16   | 12   | 2L  | 23  |      |      |     | 259    | 11.  |

Legende